# Pengambengan
Pengambengan is een bestuurslaag in het regentschap Jembrana van de provincie Bali, Indonesië. Pengambengan telt 11.213 inwoners (volkstelling 2010).